# Unewel (gmina)
Unewel – dawna gmina wiejska istniejąca do 1954 roku w woj. kieleckim, łódzkim i ponownie kieleckim. Nazwa gminy pochodzi od wsi Unewel, lecz siedzibą władz gminy były Białobrzegi (obecnie dzielnica Tomaszowa Mazowieckiego).
W okresie międzywojennym gmina Unewel należała do powiatu opoczyńskiego w woj. kieleckim. 1 kwietnia 1939 roku gminę wraz z całym powiatem opoczyńskim przeniesiono do woj. łódzkiego. Po wojnie gmina przez krótki czas zachowała przynależność administracyjną, lecz już 6 lipca 1950 roku została wraz z całym powiatem przyłączona z powrotem do woj. kieleckiego.
Według stanu z dnia 1 lipca 1952 roku gmina składała się z 14 gromad: Białobrzegi, Brzustów, Celestynów, Ciebłowice, Ciebłowice Małe, Dąbrowa, Kępa, Ludwików, Olszewice, Podoba, Sługocice, Smardzewice, Unewel i Wąwał.
Jednostka została zniesiona 29 września 1954 roku wraz z reformą wprowadzającą gromady w miejsce gmin. Po reaktywowaniu gmin z dniem 1 stycznia 1973 roku gminy Unewel nie przywrócono, a jej dawny obszar wszedł w skład gmin Białobrzegi i Sławno w tymże powiecie i województwie.